# Parti social-démocrate de Croatie
Pour les articles homonymes, voir Parti social-démocrate.
Le Parti social-démocrate de Croatie (en croate : Socijaldemokratska Partija Hrvatske, abrégé en SDP) est le principal parti social-démocrate de Croatie. Il est membre de l'Internationale socialiste et membre associé du Parti socialiste européen.

## Histoire
Le parti a pour lointaine origine la Ligue des communistes de Croatie (Savez Komunista Hrvatske, SKH). Celle-ci — dirigée par Ivica Račan — ainsi que la Ligue des communistes de Slovénie, quittèrent le 14e congrès de la Ligue des communistes de Yougoslavie, qui se tint en janvier 1990, en raison de l'impossibilité de coopérer avec le Ligue des communistes de Serbie mené par Slobodan Milošević. Dès son élection à la tête du parti, Račan annonça la tenue des premières élections parlementaires libres en Croatie dans un délai de quatre mois. En vue de celles-ci, le parti ajouta à la fin de son nom la mention Stranka demokratskih promjena. Le SKH-SDP perdit les élections mais il devint la première force politique d'opposition.
Transformé en Parti social-démocrate, parti du changement démocratique, le parti connut de nombreuses défections, y compris au plus haut niveau, avec le début de la Guerre de Croatie (1991-1995). Cette situation amena la direction du parti à se préoccuper plus de la survie de celui-ci que de son rôle de premier parti d'opposition au gouvernement nationaliste du HDZ. Ceci l'amena à tolérer certaines des décisions politiques les plus controversées telles les nombreuses infractions aux droits de l'homme ou les privatisations au profit de profiteurs de guerre. Le parti commença à être désigné avec ironie comme la « Petite sœur du HDZ » et son chef dut abandonner le leadership de l'opposition au président du Parti social-libéral croate (HSLS). Račan continua à réformer le Parti social-démocrate en le purgeant de l'idéologie communiste ainsi que de ses éléments les plus gauchistes. Le 30 avril 1994, le parti fusionna avec les Sociaux-démocrates de Croatie (SDH) pour former le Parti social-démocrate de Croatie (SDP) qui prit de l'importance lorsque, après la fin de la guerre de Croatie, la population commença à s'intéresser aux questions sociales. Ceci se manifesta, notamment, aux élections parlementaires de 1995 et à l’élection présidentielle de 1997.
En août 1998, le SDP et le HSLS formèrent une alliance en vue des élections parlementaires de décembre 2000. L'alliance fut élargie en 2000 à quatre autres partis du centre et de droite ce qui leur permit de remporter les élections parlementaires de 2000 et l'élection présidentielle de janvier 2001. Le chef du SDP, Ivica Račan, devint chef du gouvernement de Croatie en décembre 2001. Du fait de tensions internes à l'alliance, une nouvelle alliance fut constituée en vue des élections parlementaires de novembre 2003 ; celle-ci comprenait, outre le SDP, le Parti des libéraux démocrates (HNS) (faction dissidente du HSLS) et le Parti libéral (LS). Toutefois, avec 34 sièges sur 151, le SPD n'obtint pas de majorité au parlement et ne put former une alliance de gouvernement.
À la suite de la démission pour raisons de santé d'Ivica Račan, le 11 avril 2007, Željka Antunović, vice-présidente du parti, a pris la direction de ce dernier.
Aujourd'hui, le président du parti est Davor Bernardić.
Le Parti social-démocrate de Croatie dispose de 34 sièges sur 152 au Parlement de Croatie. Le SDP a désigné Ivo Josipović comme candidat à la présidentielle de décembre 2009, lors de laquelle il a été élu.
Lors des premières élections européennes en Croatie, le 14 avril 2013, le SDP, pourtant favori, termine second de peu, derrière l'Union démocratique croate, et ne remporte que 5 des 12 sièges de députés européens, avec un peu plus de 30 % des voix, alors que la participation dépasse à peine les 20 %.

## Résultats électoraux

### Élections législatives
| Année | Coalition                   | Voix      | %     | Rang | Sièges    | Gouvernement  |
| ----- | --------------------------- | --------- | ----- | ---- | --------- | ------------- |
| 1990  | SSH                         | 1 001 967 | 35,0  | 2e   | 107 / 351 | Opposition    |
| 1992  | -                           | 145 419   | 5,5   | 3e   | 11 / 138  | Opposition    |
| 1995  | -                           | 215 839   | 8,9   | 4e   | 10 / 127  | Opposition    |
| 2000  | HSLS                        | 1 138 318 | 38,7  | 1er  | 43 / 151  | VIIe et VIIIe |
| 2003  | LIBRA–IDS-LS                | 560 593   | 22,6  | 2e   | 34 / 151  | Opposition    |
| 2007  | -                           | 775 690   | 31,2  | 2e   | 56 / 153  | Opposition    |
| 2011  | HNS–IDS–HSU                 | 958 312   | 40,4  | 1er  | 61 / 151  | XIIe          |
| 2015  | HNS-HSU-HL-AHSS-ZS          | 744 507   | 32,3  | 2e   | 42 / 151  | Opposition    |
| 2016  | HNS-HSU-HSS                 | 636 602   | 33,82 | 2e   | 38 / 151  | Opposition    |
| 2020  | IDS-HSS-GLAS-HSU            | 414 645   | 24,87 | 2e   | 34 / 151  | Opposition    |
| 2024  | Centar-HSS-GLAS-SSIP-NS - R | 538 748   | 25,40 | 2e   | 37 / 151  | Opposition    |

### Élections européennes
| Année | Coalition        | Voix    | %     | Rang | Sièges |
| ----- | ---------------- | ------- | ----- | ---- | ------ |
| 2013  | HNS–HSU          | 237 778 | 32,07 | 2e   | 5 / 12 |
| 2014  | HNS–HSU-IDS-SDSS | 275 904 | 29,93 | 2e   | 3 / 11 |
| 2019  | Sans coalition   | 200 976 | 18,71 | 2e   | 4 / 12 |
| 2024  | Sans coalition   | 192 859 | 25,62 | 2e   | 4 / 12 |

### Élections présidentielles
| Année   | Candidat      | 1er tour  | 1er tour | Rang | 2d tour   | 2d tour | 2d tour |
| Année   | Candidat      | Voix      | %        | Rang | Voix      | %       | Rang    |
| ------- | ------------- | --------- | -------- | ---- | --------- | ------- | ------- |
| 1992    | Silvije Degen | 108 979   | 4,1      | 5e   |           |         |         |
| 1997    | Zdravko Tomac | 458 172   | 21,03    | 2e   |           |         |         |
| 2000    | Stjepan Mesić | 1 433 372 | 56,01    | 1er  |           |         |         |
| 2005    | Stjepan Mesić | 1 089 398 | 48,92    | 1er  | 1 454 451 | 65,93   | 1er     |
| 2009-10 | Ivo Josipović | 640 594   | 32,42    | 1er  | 1 339 385 | 60,26   | 1er     |
| 2014-15 | Ivo Josipović | 687 678   | 38,46    | 1er  | 1 082 436 | 49,26   | 2e      |